# تنبیه بدنی
تنبیه بدنی یا کتک (کتک، وسیله چوبی باتومی شکل با کف تخت بود که برای شستشوی لباس در ایران قدیم استفاده می‌شد و با ضربه زدن به لباس خیس، آن را تمیز می‌کرد) عبارت است از وارد کردن درد بر شخص برای تغییر دادن رفتارهای بد او یا مجازات کردن او. تنبیه بدنی گونه‌ای از خشونت است.

## حفظ نظم
تنبیه بدنی از آغاز تاکنون نقش تعیین‌کننده‌ای در نظام قضایی داشته، و نیز برای حفظ نظم کودکان در خانه و مدرسه استفاده می‌شود.

## پس از عصر روشنگری
پس از عصر روشنگری در اروپا، ژان ژاک روسو شیوه‌های جدیدی برای حفظ نظم در خانه و مدرسه مطرح کرد و روش تنبیه بدنی را ناکارآمد دانست.

## دورهٔ نوین
نظام‌های قضایی جدید نیز معمولاً تعیین جریمه نقدی یا حبس را بر تنبیه بدنی ترجیح می‌دهند.

## در ایران

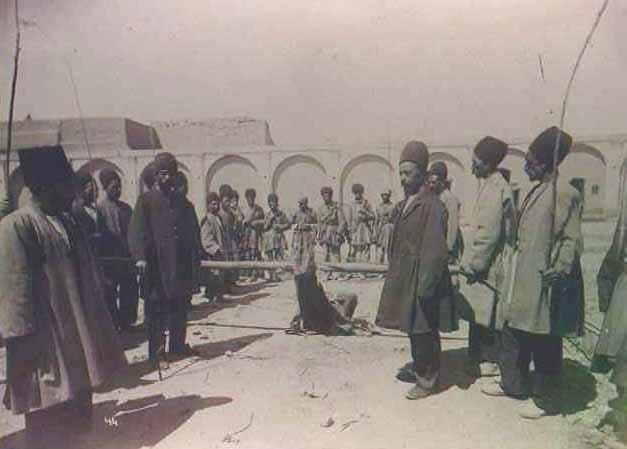
فلک کردنِ یک متخلف در ملاء عام. سال ۱۹۲۰ میلادی، ایران.

تنبیه بدنی در مدارس ایران خلاف مقررات اعلام شده است؛ با این حال، مواردی از تخلف از این قانون نیز گزارش شده است و پس از این که موضوع به اطلاع مقامات قضایی رسید با متخلف برخورد شد. به عنوان نمونه در دی ۱۳۹۶، دانیال رفیعی دانش‌آموز جیرفتی مدرسه شهید فاریابی و دو دانش‌آموز ظاهراً از آشنایان مدیر مدرسه با هم درگیر می‌شوند. هر سه دانش آموز، به دفتر احضار شده، آن دو نفر مرخص شده و ۱۰ دقیقه پس از پایان وقت کاری مدرسه و رفتن دانش‌آموزان مدیر مدرسه با مشت به بینی و دهان وی می‌کوبد که پارگی لبش نیاز به ۱۲ بخیه پیدا می‌کند. پس از روی زمین افتادن وی با لگد به او ضربه می‌زند که یکی از ضربه‌ها به شکستن بینی وی منجر شده و او را همان‌طور که خون از صورتش می‌رفته، به خانه می‌فرستند. برادر رفیعی گفت:
از پزشکی قانونی سه ماه طول دوره درمان گرفتیم و از مدیر مدرسه شکایت کردیم؛ البته شنیده‌ایم، وی خودش استعفا داده و آموزش و پرورش با او برخوردی نکرده است
پدر وی گفت که از سوی نزدیکان مدیر مدرسه تهدید شدند و حتی «فردی که خودش را کارمند حراست آموزش‌وپرورش» معرفی کرده آن‌ها را تهدید کرده بود که اگر پی‌گیری کنند دیگر در هیچ مدرسه‌ای دانیال را نخواهند پذیرفت. امید سلاجقه، مدیر روابط عمومی آموزش‌وپرورش کرمان در واکنش به صحبتهای پدر دانیال گفت: «۵ دی این اتفاق افتاده و ۷ دی به هیئت تخلفات معرفی و نهایتاً از سمت مدیری برکنار شده است و دانیال رفیعی در همان مدرسه تحصیل می‌کند.» این خبر روز ۲۲ دی رسانه ای شد ولی به علت عدم اطلاع‌رسانی از سوی حراست، واکنشهای رسانه ای نسبت به این موضوع صورت گرفت و برخی از هنرمندان چون باران کوثری با تصور این که مسئولان آموزش و پرورش نسبت به این برخورد بی‌تفاوت بوده‌اند عملکرد آموزش و پرورش را مورد انتقاد قرار دادند. به هر حال، خانواده رفیعی به پزشک قانونی مراجعه می‌کنند و مدیر متخلف به پرداخت دیه محکوم می‌شود و اخراج می‌گردد و دانیال نیز به مدرسه بازمی‌گردد.

## تأثیرات طولانی مدت تنبیه بدنی

### رفتار اجتماعی
کودکانی که در کودکی مورد تنبیه بدنی واقع می‌شوند، با این مفهوم انس می‌گیرند. آن‌ها تربیتی جز این را درک نمی‌کنند و به همین دلیل در رفتارهای اجتماعی‌شان پرخاشگر خواهند شد.
آن‌ها در رفتار با هم‌سالان خود تهاجمی‌تر از افراد عادی برخورد خواهند کرد. این امر ممکن است دایره دوستی آن‌ها را محدود کند و از این بابت نیز مورد آسیب قرار خواهند گرفت.
تأثیر تنبیه بدنی فقط به این ختم نمی‌شود. این کودکان معمولاً به درستی نمی‌توانند خشم خود را مدیریت کنند. به همین دلیل، در مواجهه با افراد غریبه سریع‌تر از کوره در می‌روند. در رانندگی، رفتارهای اجتماعی و مواردی که نیاز دارند با اجتماع مواجه باشند، خشم خود را به درستی مدیریت نمی‌کنند و تبعات تصمیمات خشن و خشمگینانه خود را به بهای زیادی پرداخت می‌کنند.

### تأثیرات ساختاری
تنبیه بدنی روی ذهن کودک اثرات طولانی مدت به جا می‌گذارد که تا بزرگسالی پابرجا خواهد بود.
کودکی که در سایه ترس و نگرانی بزرگ شود، تأثیرات ساختاری بسیار بدی را در ذهن تجربه خواهد کرد! روابط او با معلمانش و تقریباً تمام بزرگسالان، همواره در سایه ترس و استرس خواهد بود؛ لذا در یادگیری با اختلال مواجه می‌شود! در صورت عدم یادگیری، جرئت پرسیدن سؤال را نخواهند داشت! در سایه این ترس امکان گرفتن حق خود را کمتر پیدا می‌کنند!

### کیفیت ارتباطات والد-فرزند
در طولانی مدت باعث می‌شود، کودک از پدر و مادر خود حس انتقام داشته باشد و در این اندیشه بزرگ شود که چه روزی می‌تواند تمام تنبیه بدنی‌های انجام شده توسط والدین خود را جبران کند.
معمولاً والدینی که تنبیه بدنی می‌کنند، فرزندشان این موارد را تجربه می‌کند:
1. پدر و مادر خود را دوستان خوبی برای خود نمی‌دانند.
2. در بزرگسالی روی حرفهای والدین حساب ویژه‌ای باز نمی‌کنند.
3. از گذاشتن والدین خود در سن پیری در سرای سالمندان هیچ مشکلی ندارند.
4. دوست داشتن والدین را به راحتی زیر سؤال می‌برند.
5. در بزرگسالی به راحتی به والدین بی‌احترامی می‌کنند.

### سلامت روانی
اگر تنبیه بدنی کودک در جمع انجام شود، تأثیرات مخربش، بیشتر از زمانی است که در تنهایی اتفاق بیفتد
زمانی که کودک این واقعه دردناک جسمی و روانی را تجربه می‌کند، می‌توان گفت که بعد از مدت زمان کوتاهی تجربه جسمی تنبیه بدنی را فراموش خواهد کرد. آنچه او تا بزرگسالی با خود حمل خواهد کرد، همان تجربه روانی اوست که حس انتقام را در او بیدار نگه خواهد داشت؛ زیرا:
1. تا زمانی که پدر و مادر حضور دارند تنبیه بدنی تأثیر خواهد داشت!
2. تا زمانی که عامل تنبیه‌کننده قدرت دارد، اثرات تنبیه بدنی نمایان خواهد بود!

دیده شده، وقتی کودکان تنبیه شده به سن بلوغ می‌رسد، در پی انتقام خواهد بود!
با توانمندی جسمانی خود، تمام زجرهای تنبیه بدنی را روی پدر و مادر خود اجرا خواهد کرد.
اثر روانی تنبیه بدنی نیز به گونه‌ای است که در اولین بار بیشترین تأثیر را خواهد داشت.
به مرور زمان او به تنبیه شدن عادت خواهد کرد و دیگر تنبیه بدنی هم اثری نخواهد داشت.

### درونی‌سازی اخلاقی
معمولاً کودکانی که تنبیه بدنی می‌شوند، این شیوه تربیتی را یاد خواهند گرفت و درونی‌سازی می‌کنند. آن‌ها می‌آموزند هر زمانی که کسی از آن‌ها تبعیت نکرد و حرف آن‌ها مورد پذیرش قرار نگرفت، تنها راه محقق شدن اهدافشان، از راه تنبیه خواهد بود و آن هم بدترین نوع آن یعنی تنبیه بدنی!
دیده شده است، برخی از مدیران نیز به دلیل اینکه همواره سعی می‌کنند خواسته‌های خود را از طریق تنبیه به دیگران تحمیل کنند، با کارمندان خود مشکل دارند و حتی بسیاری از معلمان و دبیران مدارس نیز از این قاعده مستثنا نیستند.
افرادی که تنبیه بدنی را تجربه کرده‌اند، معمولاً در ارتباط مؤثر با دیگران به مشکل برخواهند خورد.